# Enicostema verticillatum
Enicostema verticillatum là một loài thực vật có hoa trong họ Long đởm. Loài này được (L.) Engl. mô tả khoa học đầu tiên năm 1895.